# Peter Danckert

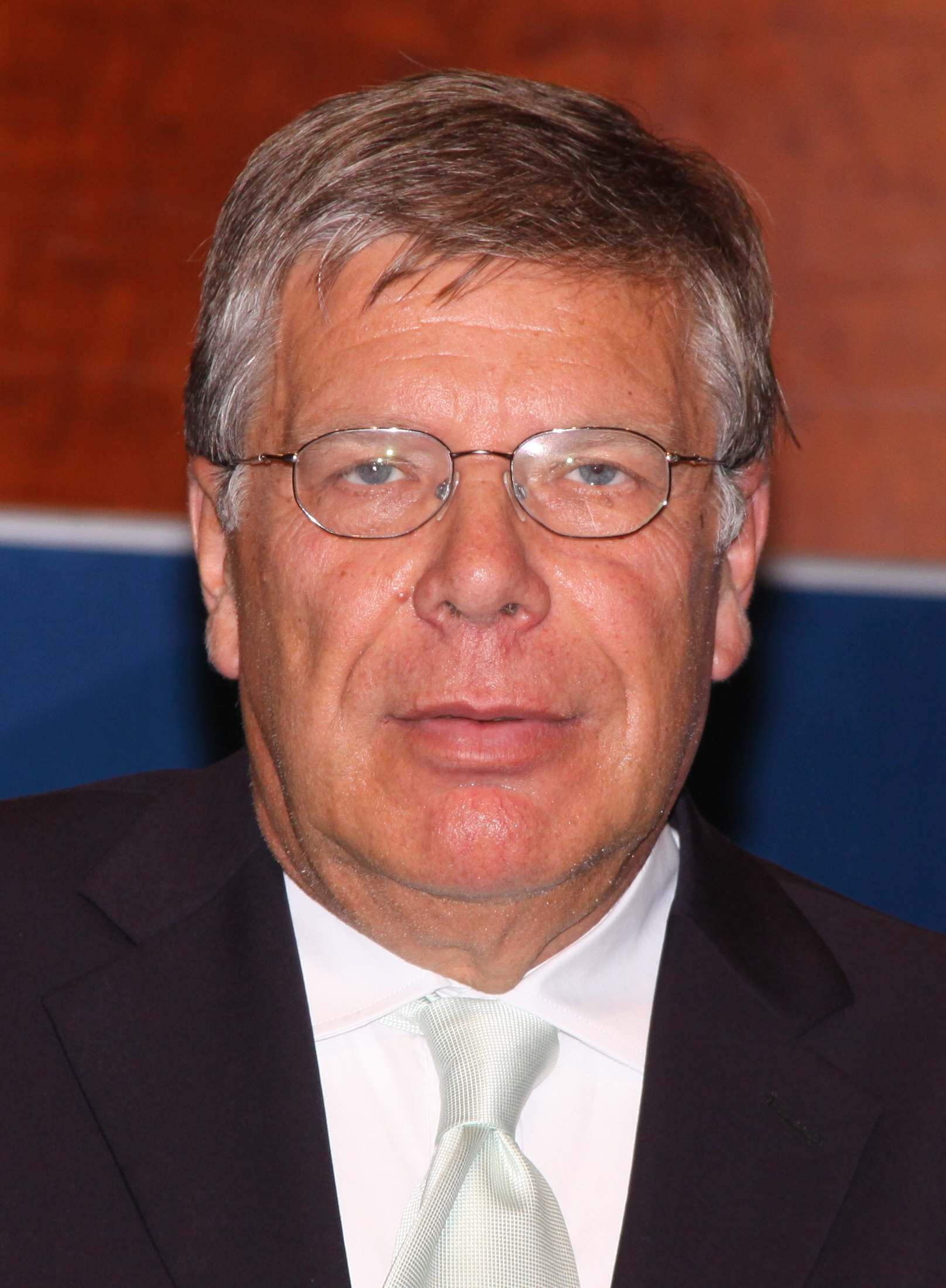
Peter Danckert, 2009

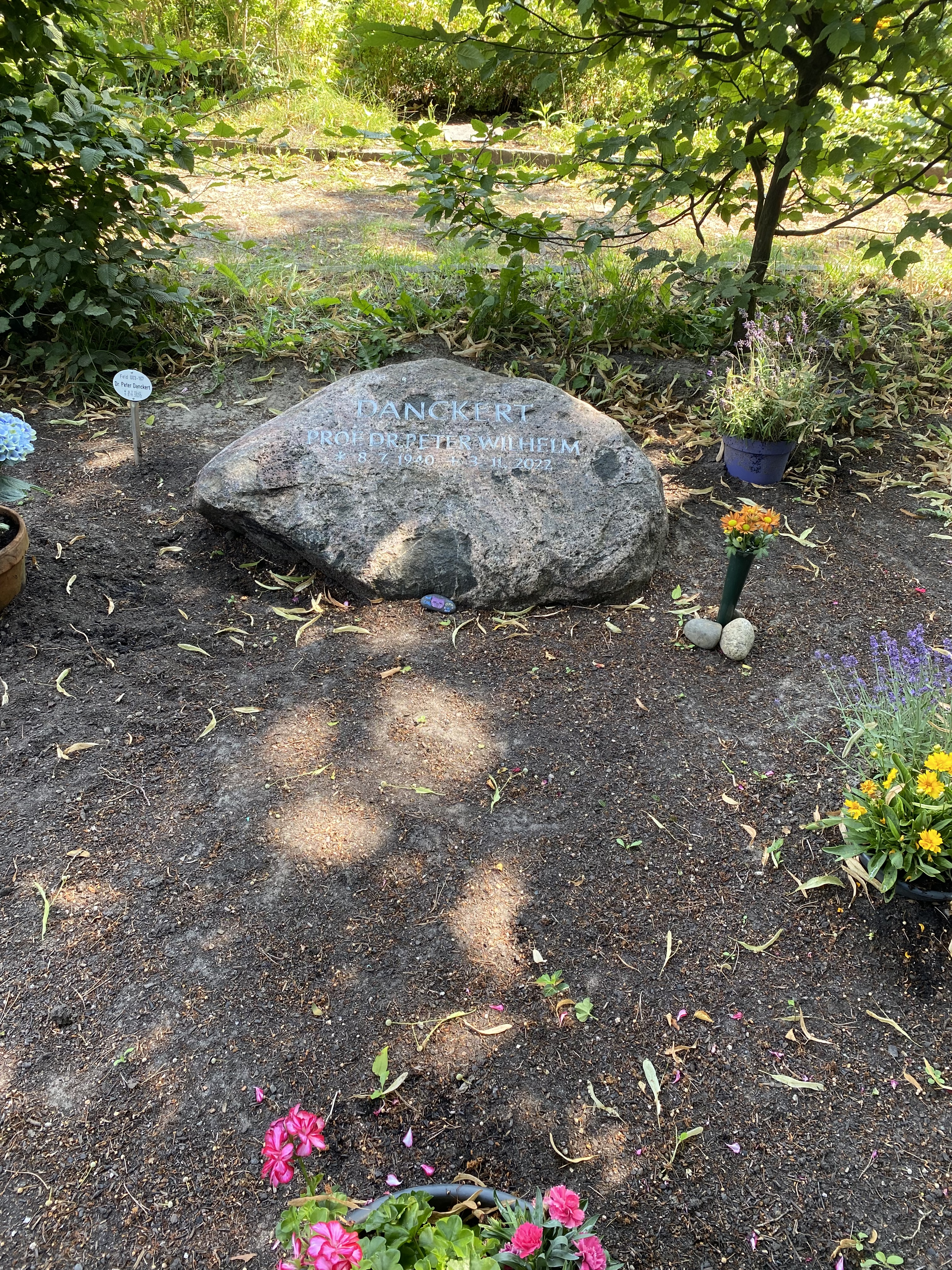
Grabstätte auf dem Friedhof Zehlendorf

Peter Wilhelm Danckert (* 8. Juli 1940 in Berlin; † 3. November 2022 ebenda) war ein deutscher Jurist und Politiker (SPD). Er war von 1998 bis 2013 Mitglied des Deutschen Bundestages.

## Leben und Beruf
Nach dem Abitur 1959 in West-Berlin absolvierte Danckert ein Studium der Rechtswissenschaft an der FU Berlin und der LMU München. Nach dem Referendariat bestand er 1967 das zweite juristische Staatsexamen. Im selben Jahr erfolgte seine Promotion zum Dr. jur. an der Universität Köln mit der Arbeit Die Grenze zwischen der extensiven Auslegung und der Analogie im Strafrecht. Im Jahre 1968 nahm er die Tätigkeit als Rechtsanwalt auf; ab 1978 war er auch Notar. In den 1990er Jahren war die Kanzlei Danckert Deus Meier an Prozessen von öffentlichem Interesse beteiligt. So wurden Steffi und Peter Graf, Alexander Schalck-Golodkowski und Rudolfine Steindling vor Gericht vertreten.
Zwischen 1993 und 2007 war Danckert Mitglied in einigen Aufsichtsräten, unter anderem bei Allgäuer Fleischkonzern A. Moksel AG.
Danckert war evangelisch, war verheiratet und hatte vier Kinder. Sein Grab befindet sich auf dem Friedhof Zehlendorf.

## Partei
Ab 1975 war Danckert Mitglied der SPD und von 2002 bis 2013 Vorsitzender des SPD-Unterbezirks Dahme-Spreewald. Danach war er Ehrenvorsitzender.

## Abgeordneter
Ab 1998 war Danckert Mitglied des Deutschen Bundestages. Hier war er seit 2002 Sprecher der Landesgruppe Brandenburg in der SPD-Bundestagsfraktion. Er war Mitglied des Unterausschusses zu Fragen der Europäischen Union und des Haushaltsausschusses. Von 2005 bis 2009 war er Vorsitzender des Sportausschusses.
Danckert war nach der Bundestagswahl 1998 als direkt gewählter Abgeordneter des Wahlkreises Luckenwalde – Zossen – Jüterbog – Königs Wusterhausen und seit der Bundestagswahl 2002 des Wahlkreises Dahme-Spreewald – Teltow-Fläming III – Oberspreewald-Lausitz I in den Bundestag eingezogen. Bei der Bundestagswahl 2005 erreichte er hier 42,8 % der Erststimmen.
Am 4. Juli 2008 wurde er von der Wahlkreiskonferenz für eine erneute Kandidatur in dem Wahlkreis bei der Bundestagswahl 2009 aufgestellt.
Am 15. August 2008 erschien auf capital.de ein Interview mit Danckert unter dem Titel Politiker müssen bei solchen Events dabei sein. Mit Blick auf die unklare Rechtslage im Bereich Hospitality bei Sportveranstaltungen, hier konkret der Einladung von Politikern zu Großveranstaltungen, forderte Danckert hierin die Schaffung einer Rechtslage, die Politiker bei Annahme von Einladungen zu Sport- und Kulturveranstaltungen von möglichen Bestechungsvorwürfen freistellt.
Am 27. Oktober 2011 reichte Danckert zusammen mit dem Abgeordneten Swen Schulz beim Bundesverfassungsgericht eine Klage gegen das Verfahren zum Euro-Rettungsschirm (EFSF) und der Einsetzung eines neunköpfigen Sondergremiums ein, welches in eiligen Fällen eigenständig EFSF-Hilfen freigeben sollte und damit das Parlament umgangen und die Beteiligung aller Abgeordneten verhindert hätte. Am 28. Oktober 2011 gab das Gericht einem Antrag auf einstweilige Anordnung statt und stoppte die Einsetzung des Sondergremiums.
Danckert trat bei der Bundestagswahl 2013 nicht mehr an.

## Nebentätigkeiten
Neben seiner Tätigkeit als Abgeordneter war Danckert als Rechtsanwalt und Notar tätig. Darüber hinaus war er ehrenamtlich engagiert, u. a. Mitglied des Kuratoriums der Nationalen Anti-Doping-Agentur Deutschlands (Nada) und des Stiftungskuratoriums und des Fördervereins des Brandenburgischen Haupt- und Landgestüts in Neustadt (Dosse), Präsident des Landesverbandes Pferdesport Berlin-Brandenburg e. V. sowie Vorstandsmitglied der Arbeiterwohlfahrt (AWO) Brandenburg Süd e. V.
Im Oktober 2005 trat eine Neuregelung des Abgeordnetengesetzes in Kraft. Um die Abhängigkeiten der Volksvertreter für den Wähler transparent zu machen, schreibt § 44a samt zugehöriger Verhaltensregeln nun vor, dass die Parlamentarier sämtliche Nebentätigkeiten und die Höhe der daraus erzielten Einkünfte der Allgemeinheit offenzulegen haben. Gemeinsam mit acht weiteren Abgeordneten aus den Reihen der Union und der FDP klagte Danckert vor dem Bundesverfassungsgericht erfolglos gegen diese Regelung.
Ab 1998 war Danckert Geschäftsführer eines in seinem Wahlkreis gelegenen Pferdehofes in Großbeeren. Obwohl er als Bundestagsabgeordneter zur Offenlegung von Nebeneinkünften verpflichtet war, meldete er die Nebentätigkeit nicht an. Im Juli 2007 berichtete der „Spiegel“ darüber, woraufhin er zusagte, diese Offenlegung nachzuholen.
Danckert war Mitglied des Aufsichtsrats des Fußballvereins Hertha BSC, zusammen mit Bernd Schiphorst (Vorsitzender, vorher 2000 bis 2008 Vereinspräsident von Hertha BSC), Heinz Warneke (Stellv. Vorsitzender), Wilhelm Hennig und Torsten-Jörn Klein (Mitglied des Vorstandes der Gruner + Jahr und Leiter G+J International).
Bis 2006 war Danckert Aufsichtsratsmitglied der Marseille-Kliniken AG und der WMP Eurocom AG, einem 2003/04 wegen der so genannten „PR-Berateraffäre“ der Bundesagentur für Arbeit in die Schlagzeilen geratenen Politik- und Medienberatungsunternehmen. Im Aufsichtsrat der WMP sitzt neben ehemaligen Spitzen-Politikern und Wirtschaftsberatern auch der Gründer der Marseille-Kliniken, Ulrich Marseille.
Am 14. Mai 2009 berichtete sueddeutsche.de im Zusammenhang mit einem möglichen Justizskandal rund um die Fleischkonzerne Vion und Tönnies von der Beteiligung Danckerts an der Übergabe von Unterlagen und Beschuldigungen eines wegen Untreue verurteilten ehemaligen Mitarbeiters an eine Staatsanwaltschaft. Die Unterlagen, die zu einer Anzeige führten, sind laut Süddeutscher Zeitung zuvor von einem anderen Staatsanwalt manipuliert worden. Danckert war Aufsichtsratsvorsitzender der Moksel AG, die von Vion übernommen wurde.

## Ehrungen
- 2013: Verdienstkreuz am Bande der Bundesrepublik Deutschland